# Mistrzostwa Europy U-17 w Piłce Nożnej 2015 (runda elitarna)
Mistrzostwa Europy U-17 w Piłce Nożnej 2015 (runda elitarna) to druga i ostatnia runda eliminacji do piłkarskich Mistrzostw Europy do lat 17, które w 2015 roku odbędą się w Bułgarii. W tej rundzie do 31 zespołów narodowych wyłonionych w pierwszej rundzie dołączy najwyżej sklasyfikowana reprezentacja w rankingu drużyn do lat 17 reprezentacja Niemiec. Losowanie grup odbyło się 3 grudnia 2014 roku w siedzibie UEFA w Nyonie.

## Losowanie
Przed losowaniem UEFA dokonała podziału 32 reprezentacji na 4 koszyki, zgodnie z wynikami uzyskanymi przez te reprezentacje w pierwszej fazie eliminacji. Jedynym wyjątkiem była reprezentacja Niemiec, która miała zagwarantowane miejsce w pierwszym koszyku. Przed losowaniem UEFA zastrzegła jeszcze, że w jednej grupie nie mogły znaleźć się reprezentacje Ukrainy i Rosji, a także drużyny, które grały ze sobą w grupie w pierwszej fazie eliminacji (warunek ten nie dotyczy drużyn, które awansowały z trzecich miejsc).
| Koszyk A | Koszyk B | Koszyk C | Koszyk D |
| --- | --- | --- | --- |
| - Niemcy U-17 - Polska U-17 - Hiszpania U-17 - Anglia U-17 - Austria U-17 - Portugalia U-17 - Holandia U-17 - Czechy U-17 | - Chorwacja U-17 - Szkocja U-17 - Irlandia U-17 - Włochy U-17 - Rosja U-17 - Rumunia U-17 - Francja U-17 - Belgia U-17 | - Norwegia U-17 - Gruzja U-17 - Słowacja U-17 - Białoruś U-17 - Węgry U-17 - Serbia U-17 - Islandia U-17 - Szwecja U-17 | - Grecja U-17 - Izrael U-17 - Słowenia U-17 - Walia U-17 - Irlandia Północna U-17 - Azerbejdżan U-17 - Bośnia i Hercegowina U-17 - Ukraina U-17 |

## Grupy eliminacyjne

### Grupa 1
| Drużyna            | Pkt | M | Z | R | P | Br+ | Br- | +/- |
| ------------------ | --- | - | - | - | - | --- | --- | --- |
| Francja U-17       | 7   | 3 | 2 | 1 | 0 | 9   | 2   | +7  |
| Hiszpania U-17 (G) | 5   | 3 | 1 | 2 | 0 | 3   | 1   | +2  |
| Izrael U-17        | 4   | 3 | 1 | 1 | 1 | 2   | 1   | +1  |
| Szwecja U-17       | 0   | 3 | 0 | 0 | 3 | 1   | 11  | −10 |

Literką (G) oznaczono gospodarza mini-turnieju eliminacyjnego
| 20 marca 2015 12:00 CET | Francja U-17 · Boutobba 46' | 1 – 0 | Izrael U-17 | Estadio Municipal Guillermo Amor, Benidorm Sędzia: Irfan Peljt |
|                         |                             |       |             |                                                                |

| 20 marca 2015 18:00 CET | Hiszpania U-17 · Zalazar 30' · Villalba 33' | 2 – 0 | Szwecja U-17 | Estadio Municipal Guillermo Amor, Benidorm Sędzia: Charalambos Kalogeropoulos |
|                         |                                             |       |              |                                                                               |

| 22 marca 2015 12:00 CET | Szwecja U-17 · Lidberg 44' | 1 – 7 | Francja U-17 · Edouard 1', 80' · Ikone 57', 59', 75' · Janvier 63' · Pelican 66' (k.) | Estadio Municipal Guillermo Amor, Benidorm Sędzia: Charalambos Kalogeropoulos |
|                         |                            |       |                                                                                       |                                                                               |

| 22 marca 2015 18:00 CET | Hiszpania U-17 | 0 – 0 | Izrael U-17 | Estadio Municipal Guillermo Amor, Benidorm Sędzia: Dumitri Muntean |
|                         |                |       |             |                                                                    |

| 25 marca 2015 18:00 CET | Francja U-17 · Samba 48' | 1 – 1 | Hiszpania U-17 · Zalazar 60' | Estadio Municipal Guillermo Amor, Benidorm Sędzia: Dumitri Muntean |
|                         |                          |       |                              |                                                                    |

| 25 marca 2015 18:00 CET | Izrael U-17 · Cohen 22' · Mahamid 71' | 2–0 | Szwecja U-17 | Estadio El Collao, Alcoy Sędzia: Irfan Peljt |
|                         |                                       |     |              |                                              |

### Grupa 2
| Drużyna              | Pkt | M | Z | R | P | Br+ | Br- | +/- |
| -------------------- | --- | - | - | - | - | --- | --- | --- |
| Chorwacja U-17       | 9   | 3 | 3 | 0 | 0 | 8   | 0   | +8  |
| Portugalia U-17      | 4   | 3 | 1 | 1 | 1 | 3   | 1   | +2  |
| Serbia U-17          | 4   | 3 | 1 | 1 | 1 | 4   | 3   | +1  |
| Azerbejdżan U-17 (G) | 0   | 3 | 0 | 0 | 3 | 0   | 11  | −11 |

Literką (G) oznaczono gospodarza mini-turnieju eliminacyjnego
| 17 marca 2015 10:00 CET | Portugalia U-17 | 0–0 | Serbia U-17 | Ismat Gayibov, Baku Sędzia: Andrew Dallas |
|                         |                 |     |             |                                           |

| 17 marca 2015 13:30 CET | Chorwacja U-17 · Majić 23', 62' · Erlić 64' · Blečić 79' | 4–0 | Azerbejdżan U-17 | Bakcell Arena, Baku Sędzia: Dimitrios Massias |
|                         |                                                          |     |                  |                                               |

| 19 marca 2015 10:00 CET | Serbia U-17 | 0–3 | Chorwacja U-17 · Moro 6' · Brekalo 67' · Blečić 79' | Ismat Gayibov, Baku Sędzia: Dominik Ouschan |
|                         |             |     |                                                     |                                             |

| 19 marca 2015 13:30 CET | Portugalia U-17 · José Gomes 12', 17' · Cassamã 36' | 3–0 | Azerbejdżan U-17 | Bakcell Arena, Baku Sędzia: Dimitrios Massias |
|                         |                                                     |     |                  |                                               |

| 22 marca 2015 13:30 CET | Chorwacja U-17 · Moro 42' | 1–0 | Portugalia U-17 | Baku FC Stadium, Baku Sędzia: Andrew Dallas |
|                         |                           |     |                 |                                             |

| 22 marca 2015 13:30 CET | Azerbejdżan U-17 | 0–4 | Serbia U-17 · Todorović 20' · Stanisavljević 28' · Mehmedović 46' (k.) · Panović 77' | Bakcell Arena, Baku Sędzia: Dominik Ouschan |
|                         |                  |     |                                                                                      |                                             |

### Grupa 3
| Drużyna                | Pkt | M | Z | R | P | Br+ | Br- | +/- |
| ---------------------- | --- | - | - | - | - | --- | --- | --- |
| Belgia U-17            | 7   | 3 | 2 | 1 | 0 | 8   | 0   | +8  |
| Holandia U-17 (G)      | 5   | 3 | 1 | 2 | 0 | 3   | 1   | +2  |
| Gruzja U-17            | 3   | 3 | 1 | 0 | 2 | 4   | 8   | −4  |
| Irlandia Północna U-17 | 1   | 3 | 0 | 1 | 2 | 3   | 9   | −6  |

Literką (G) oznaczono gospodarza mini-turnieju eliminacyjnego
| 12 marca 2015 16:00 CET | Belgia U-17 · Van Vaerenbergh 15', 25' · Azzaoui 44' · Daneels 74' | 4–0 | Irlandia Północna U-17 | Sportpark Walburgen, Gendt Sędzia: Fábio José Costa Veríssimo |
|                         |                                                                    |     |                        |                                                               |

| 12 marca 2015 19:00 CET | Holandia U-17 · Robertha 10' · Fosu-Mensah 49' | 2–0 | Gruzja U-17 | Sportpark Zuideinderpark, Schijndel Sędzia: Ádám Farkas |
|                         |                                                |     |             |                                                         |

| 14 marca 2015 14:00 CET | Gruzja U-17 | 0–4 | Belgia U-17 · Ademoglu 17' (k.) · Van Vaerenbergh 21' · Mangala 64' · Thuys 74' | Sportpark Zuideinderpark, Schijndel Sędzia: Ádám Farkas |
|                         |             |     |                                                                                 |                                                         |

| 14 marca 2015 17:00 CET | Holandia U-17 · Gordon 28' (sam.) | 1–1 | Irlandia Północna U-17 · Lavery 73' | Sportpark Walburgen, Gendt Sędzia: Milan Ilić |
|                         |                                   |     |                                     |                                               |

| 17 marca 2015 19:00 CET | Belgia U-17 | 0–0 | Holandia U-17 | Sportpark Zuideinderpark, Schijndel Sędzia: Fábio José Costa Veríssimo |
|                         |             |     |               |                                                                        |

| 17 marca 2015 19:00 CET | Irlandia Północna U-17 · Lavery 60' · King 80+3' | 2–4 | Gruzja U-17 · Bugridze 6' · Arabidze 33', 48' · Gvasalia 75' | Sportpark Walburgen, Gendt Sędzia: Milan Ilić |
|                         |                                                  |     |                                                              |                                               |

### Grupa 4
| Drużyna         | Pkt | M | Z | R | P | Br+ | Br- | +/- |
| --------------- | --- | - | - | - | - | --- | --- | --- |
| Grecja U-17     | 5   | 3 | 1 | 2 | 0 | 3   | 2   | +1  |
| Irlandia U-17   | 4   | 3 | 1 | 1 | 1 | 5   | 4   | +1  |
| Białoruś U-17   | 4   | 3 | 1 | 1 | 1 | 3   | 3   | 0   |
| Polska U-17 (G) | 3   | 3 | 1 | 0 | 2 | 1   | 3   | −2  |

Literką (G) oznaczono gospodarza mini-turnieju eliminacyjnego
| 21 marca 2015 12:00 CET | Irlandia U-17 · Clarke 60' · Barrett 73' (k.) | 2–2 | Grecja U-17 · Kirtzialidis 50' · Limnios 51' | Stadion Amiki Wronki, Wronki Sędzia: Orkhan Mammadov |
|                         |                                               |     |                                              |                                                      |

| 21 marca 2015 17:30 CET | Polska U-17 | 0–2 | Białoruś U-17 · Bieleziak 28', 75' | Stadion Dyskobolii, Grodzisk Wielkopolski Sędzia: Srdjan Jovanović |
|                         |             |     |                                    |                                                                    |

| 23 marca 2015 12:00 CET | Białoruś U-17 · Bachar 44' | 1–3 | Irlandia U-17 · Aherne 32', 77' · Barrett 42' | Stadion Amiki Wronki, Wronki Sędzia: Srdjan Jovanović |
|                         |                            |     |                                               |                                                       |

| 23 marca 2015 18:00 CET | Polska U-17 | 0–1 | Grecja U-17 · Tsingos 25' | Stadion Dyskobolii, Grodzisk Wielkopolski Sędzia: Giorgi Kruashvili |
|                         |             |     |                           |                                                                     |

| 26 marca 2015 18:00 CET | Irlandia U-17 | 0–1 | Polska U-17 · Kaczmarczyk 10' | Stadion Dyskobolii, Grodzisk Wielkopolski Sędzia: Orkhan Mammadov |
|                         |               |     |                               |                                                                   |

| 26 marca 2015 18:00 CET | Grecja U-17 | 0–0 | Białoruś U-17 | Stadion Amiki Wronki, Wronki Sędzia: Giorgi Kruashvili |
|                         |             |     |               |                                                        |

### Grupa 5
| Drużyna        | Pkt | M | Z | R | P | Br+ | Br- | +/- |
| -------------- | --- | - | - | - | - | --- | --- | --- |
| Austria U-17   | 7   | 3 | 2 | 1 | 0 | 5   | 3   | +2  |
| Rosja U-17 (G) | 5   | 3 | 1 | 2 | 0 | 5   | 1   | +4  |
| Walia U-17     | 4   | 3 | 1 | 1 | 1 | 3   | 3   | 0   |
| Islandia U-17  | 0   | 3 | 0 | 0 | 3 | 0   | 6   | −6  |

Literką (G) oznaczono gospodarza mini-turnieju eliminacyjnego
| 21 marca 2015 11:00 CET | Austria U-17 · Filip 17' (k.) | 1–0 | Islandia U-17 | Stadion Akademii FK Krasnodar, Krasnodar Sędzia: Nicolas Laforge |
|                         |                               |     |               |                                                                  |

| 21 marca 2015 15:00 CET | Rosja U-17 | 0–0 | Walia U-17 | Stadion Akademii FK Krasnodar, Krasnodar Sędzia: Sandro Schärer |
|                         |            |     |            |                                                                 |

| 23 marca 2015 11:00 CET | Austria U-17 · Danso 37', 40' · Ramadani 58' | 3–2 | Walia U-17 · Harris 75' · Roberts 78' | Stadion Akademii FK Krasnodar, Krasnodar Sędzia: Ali Palabıyık |
|                         |                                              |     |                                       |                                                                |

| 23 marca 2015 15:00 CET | Islandia U-17 | 0–4 | Rosja U-17 · Łomowickij 18' · Bragin 57' · Machatadzie 74', 79' | Stadion Akademii FK Krasnodar, Krasnodar Sędzia: Nicolas Laforge |
|                         |               |     |                                                                 |                                                                  |

| 26 marca 2015 15:00 CET | Rosja U-17 · Machatadzie 66' (k.) | 1–1 | Austria U-17 · Sahanek 75' | Stadion Akademii FK Krasnodar, Krasnodar Sędzia: Ali Palabıyık |
|                         |                                   |     |                            |                                                                |

| 26 marca 2015 15:00 CET | Walia U-17 · Roberts 19' | 1–0 | Islandia U-17 | Stadion Kubań, Krasnodar Sędzia: Sandro Schärer |
|                         |                          |     |               |                                                 |

### Grupa 6
| Drużyna         | Pkt | M | Z | R | P | Br+ | Br- | +/- |
| --------------- | --- | - | - | - | - | --- | --- | --- |
| Anglia U-17 (G) | 9   | 3 | 3 | 0 | 0 | 8   | 3   | +5  |
| Słowenia U-17   | 6   | 3 | 2 | 0 | 1 | 5   | 3   | +2  |
| Norwegia U-17   | 3   | 3 | 1 | 0 | 2 | 3   | 4   | −1  |
| Rumunia U-17    | 0   | 3 | 0 | 0 | 3 | 1   | 7   | −6  |

Literką (G) oznaczono gospodarza mini-turnieju eliminacyjnego
| 21 marca 2015 16:00 CET | Anglia U-17 · Wright 3' · Collinge 57' · Ndukwu 62' | 3–1 | Norwegia U-17 · Risa 11' | Pirelli Stadium, Burton upon Trent Sędzia: Erez Papir |
|                         |                                                     |     |                          |                                                       |

| 21 marca 2015 20:00 CET | Rumunia U-17 | 0–3 | Słowenia U-17 · Mlakar 2', 40+2' · Sredojevič 5' | Harrison Park, Leek Sędzia: Roomer Tarajev |
|                         |              |     |                                                  |                                            |

| 23 marca 2015 16:00 CET | Norwegia U-17 · Szabolcs 20' (sam.) · Grødem 40+2' | 2–0 | Rumunia U-17 | Liberty Way, Nuneaton Sędzia: Roomer Tarajev |
|                         |                                                    |     |              |                                              |

| 23 marca 2015 20:00 CET | Anglia U-17 · Oxford 20' · Holland 36' · Rom 38' (sam.) | 3–1 | Słowenia U-17 · Mlakar 65' | Proact Stadium, Chesterfield Sędzia: Vilhjalmur Thorarinsson |
|                         |                                                         |     |                            |                                                              |

| 26 marca 2015 20:00 CET | Rumunia U-17 · Petre 13' | 1–2 | Anglia U-17 · Ugbo 7', 53' | Pirelli Stadium, Burton upon Trent Sędzia: Erez Papir |
|                         |                          |     |                            |                                                       |

| 26 marca 2015 20:00 CET | Słowenia U-17 · Mlakar 43' | 1–0 | Norwegia U-17 | Harrison Park, Leek Sędzia: Vilhjalmur Thorarinsson |
|                         |                            |     |               |                                                     |

### Grupa 7
| Drużyna                   | Pkt | M | Z | R | P | Br+ | Br- | +/- |
| ------------------------- | --- | - | - | - | - | --- | --- | --- |
| Czechy U-17               | 7   | 3 | 2 | 1 | 0 | 4   | 2   | +2  |
| Szkocja U-17              | 4   | 3 | 1 | 1 | 1 | 2   | 1   | +1  |
| Bośnia i Hercegowina U-17 | 4   | 3 | 1 | 1 | 1 | 4   | 5   | −1  |
| Węgry U-17 (G)            | 0   | 3 | 0 | 1 | 2 | 1   | 3   | −2  |

Literką (G) oznaczono gospodarza mini-turnieju eliminacyjnego
| 20 marca 2015 14:00 CET | Szkocja U-17 · Morrison 49' · Harvie 70' | 2–0 | Bośnia i Hercegowina U-17 | Grosics Gyula Stadion, Tatabánya Sędzia: Adrian Azzopardi |
|                         |                                          |     |                           |                                                           |

| 20 marca 2015 16:30 CET | Czechy U-17 · Šašinka 66' | 1–0 | Węgry U-17 | Globall Football Park, Telki Sędzia: Mohammed Al-Hakim |
|                         |                           |     |            |                                                        |

| 22 marca 2015 14:00 CET | Czechy U-17 · Šašinka 44' (k.) · Žežulka 73' (k.) | 2–2 | Bośnia i Hercegowina U-17 · Mustedanagić 69' · Miletić 80+1' | Grosics Gyula Stadion, Tatabánya Sędzia: Dienis Izmaiłow |
|                         |                                                   |     |                                                              |                                                          |

| 22 marca 2015 16:30 CET | Węgry U-17 | 0–0 | Szkocja U-17 | Pancho Arena, Felcsút Sędzia: Adrian Azzopardi |
|                         |            |     |              |                                                |

| 25 marca 2015 14:00 CET | Szkocja U-17 | 0–1 | Czechy U-17 · Šašinka 13' | Grosics Gyula Stadion, Tatabánya Sędzia: Mohammed Al-Hakim |
|                         |              |     |                           |                                                            |

| 25 marca 2015 14:00 CET | Bośnia i Hercegowina U-17 · Demirović 37' · Mustedanagić 80+3' | 2–1 | Węgry U-17 · Dragóner 65' | Pancho Arena, Felcsút Sędzia: Dienis Izmaiłow |
|                         |                                                                |     |                           |                                               |

### Grupa 8
| Drużyna         | Pkt | M | Z | R | P | Br+ | Br- | +/- |
| --------------- | --- | - | - | - | - | --- | --- | --- |
| Niemcy U-17 (G) | 7   | 3 | 2 | 1 | 0 | 8   | 2   | +6  |
| Włochy U-17     | 7   | 3 | 2 | 1 | 0 | 5   | 2   | +3  |
| Słowacja U-17   | 3   | 3 | 1 | 0 | 2 | 2   | 6   | −4  |
| Ukraina U-17    | 0   | 3 | 0 | 0 | 3 | 1   | 6   | −5  |

Literką (G) oznaczono gospodarza mini-turnieju eliminacyjnego
| 21 marca 2015 11:00 CET | Niemcy U-17 · Eggestein 46', 72' · Passlack 51' (k.) | 3–0 | Słowacja U-17 | Stadion der Stadt Wetzlar, Wetzlar Sędzia: Alain Duriuex |
|                         |                                                      |     |               |                                                          |

| 21 marca 2015 16:00 CET | Włochy U-17 · Llamas 29' | 1–0 | Ukraina U-17 | Stadion der Stadt Wetzlar, Wetzlar Sędzia: Ola Hobber Nielsen |
|                         |                          |     |              |                                                               |

| 23 marca 2015 11:00 CET | Niemcy U-17 · Passlack 12' · Gül 68' · Schmidt 74' | 3–0 | Ukraina U-17 | Georg-Gaßmann-Stadion, Marburg Sędzia: Tim Marshall |
|                         |                                                    |     |              |                                                     |

| 23 marca 2015 16:00 CET | Słowacja U-17 | 0–2 | Włochy U-17 · Cutrone 48', 76' | Georg-Gaßmann-Stadion, Marburg Sędzia: Alain Duriuex |
|                         |               |     |                                |                                                      |

| 26 marca 2015 11:00 CET | Włochy U-17 · Llamas 24' · Lo Faso 31' | 2–2 | Niemcy U-17 · Gül 14' · Saglam 77' | Stadion der Stadt Wetzlar, Wetzlar Sędzia: Ola Hobber Nielsen |
|                         |                                        |     |                                    |                                                               |

| 26 marca 2015 11:00 CET | Ukraina U-17 · Dubynczak 79' | 1–2 | Słowacja U-17 · Varga 38' · Šimko 66' | Georg-Gaßmann-Stadion, Marburg Sędzia: Tim Marshall |
|                         |                              |     |                                       |                                                     |

## Klasyfikacja drużyn z drugich miejsc
W celu wyłonienia siedmiu najlepszych drużyn z drugich miejsc stworzona została dodatkowa tabela dla drużyn, które zajęły drugie miejsce w swojej grupie. Zaliczono do niej wyniki meczów z drużyną, która wygrała grupę oraz która zajęła trzecie miejsce.
| Gr. | Drużyna         | Pkt | M | Z | R | P | Br+ | Br- | +/- |
| --- | --------------- | --- | - | - | - | - | --- | --- | --- |
| 4   | Irlandia U-17   | 4   | 2 | 1 | 1 | 0 | 5   | 3   | +2  |
| 8   | Włochy U-17     | 4   | 2 | 1 | 1 | 0 | 4   | 2   | +2  |
| 3   | Holandia U-17   | 4   | 2 | 1 | 1 | 0 | 2   | 0   | +2  |
| 7   | Szkocja U-17    | 3   | 2 | 1 | 0 | 1 | 2   | 1   | +1  |
| 6   | Słowenia U-17   | 3   | 2 | 1 | 0 | 1 | 2   | 3   | −1  |
| 5   | Rosja U-17      | 2   | 2 | 0 | 2 | 0 | 1   | 1   | 0   |
| 1   | Hiszpania U-17  | 2   | 2 | 0 | 2 | 0 | 1   | 1   | 0   |
| 2   | Portugalia U-17 | 1   | 2 | 0 | 1 | 1 | 0   | 1   | −1  |